# Francesco Chiesa (calciatore)
Francesco Chiesa (Chiasso, 25 settembre 1931) è un ex calciatore svizzero, di ruolo ala.

## Carriera

### Club
Crebbe nella sezione allievi del Chiasso, squadra con cui esordì nella Lega Nazionale A il 10 aprile 1949 (Chiasso - Urania 1-1). Un grave infortunio di gioco occorsogli il 3 marzo 1962 (Chiasso - Berna 3-1, LNB) pose fine prematuramente alla carriera.
In maglia rossoblù conta 275 presenze (218 in LNA e 16 in LNB, 26 in Coppa Svizzera, 15 in Coppa Ticino) e 116 reti (96 in Campionato di cui 90 in LNA e 6 in LNB, 15 in Coppa Svizzera e 5 in Coppa Ticino), tra cui tre triplette tutte in LNA: il 1º novembre 1951 in Chiasso-Locarno 4-1, il 17 ottobre 1954 in Chiasso-Lucerna 4-2 e il 22 maggio 1955 in Chiasso-Lugano 5-2.

### Nazionale
Vestì in nove occasioni la casacca della nazionale rossocrociata con cui esordì il 28 dicembre 1952 a Palermo in Italia-Svizzera 2-0 valida per la Coppa Internazionale 1948-1953. Queste furono le uniche occasioni in cui vestì una maglia diversa da quella rossoblù.